# Coll Nadilla

El Coll Nadilla, respecte del terme d'Abella de la Conca

El Coll Nadilla és una collada de carena de muntanya situada a 1.693,2 m d'altitud dins del terme municipal d'Abella de la Conca, a la comarca del Pallars Jussà.
Està ubicat al costat de ponent mateix del Cap de Carreu, a la carena de la serra de Carreu.
Per aquest pas circulava un dels camins de muntanya que travessaven la serra de Carreu, entre Abella de la Conca i Carreu.